# Lijst van oorlogsmonumenten in Koggenland
De Nederlandse gemeente Koggenland heeft 3 oorlogsmonumenten. Hieronder een overzicht.
| Nr.  | Object                             | Herdachte groep        | Ontwerper          | Onthulling       | Type            | Locatie                       | Plaats    | Coördinaten                   | Foto                               |
| ---- | ---------------------------------- | ---------------------- | ------------------ | ---------------- | --------------- | ----------------------------- | --------- | ----------------------------- | ---------------------------------- |
| 1809 | Monument voor Jozef Buis           | verzet Nederland       | C.D. van Reijendam | 1 september 1948 | plaquette       | Dorpsstraat 106, 1713 HL      | Obdam     | 52° 40' 32" NB, 4° 54' 27" OL | Monument voor Jozef Buis           |
| 1810 | Monument voor J.D.A. Hellema       | verzet Nederland       | C.D. van Reijendam | 1 september 1948 | plaquette       | Burg. Dekkerstraat 3, 1713 JG | Obdam     | 52° 40' 36" NB, 4° 54' 25" OL |                                    |
| 3138 | Monument voor Geallieerde Vliegers | geallieerde militairen |                    | 7 mei 2008       | beeld/sculptuur | Westeinde, 1647 MK            | Berkhout  | 52° 38' 15" NB, 4° 58' 6" OL  | Monument voor Geallieerde Vliegers |
|      | Monument voor Geallieerde Vliegers | burgers                |                    |                  | plaquette       | Spierdijkerweg 107, 1641 LW   | Spierdijk | 52° 38' 57" NB, 4° 56' 30" OL | Monument voor Geallieerde Vliegers |
|      | Monument voor illegale werkers     | burgers                |                    |                  | plaquette       | Noorddijkerweg 1, 1645 VB     | Ursem     | 52° 37' 35" NB, 4° 53' 23" OL | Monument voor illegale werkers     |